# 後書き
後書き（あとがき）とは、手紙や書物などの最後に記述される文章。後書きには、著者以外にも制作にかかわった人物によっても書かれ、編集後記、訳者後書きなども後書きである。

## 関連作品
- 『翻訳者あとがき讃―翻訳文化の舞台裏』 - 大正・昭和・平成の100年間に刊行された翻訳書から選出された翻訳者の後書きの紹介・解説などが書かれた本[4]。作者の略歴から歴史的意義など、その本についての感想や解説などが記されている後書きについての紹介が行われた[5]。